# Sarah Koba
Sarah Koba (* 19. Juli 1984 in Bludenz) ist eine ehemalige Schweizer Mountainbike-Fahrerin.
Im Jahr 2006 gewann Koba in der Disziplin Cross Country den Schweizer Meister- sowie den Europameistertitel der U23 und klassierte sich als Dritte auf dem Podest der U23-Weltmeisterschaften.
Ihren bisher grössten Erfolg in der Elite-Kategorie verbuchte Koba 2012, als sie in Balgach den Schweizer Meistertitel im Cross-Country errang.

## Erfolge
2006
- Schweizer Meisterin Cross Country U23
- Europameisterin Cross Country U23
- Weltmeisterschaft Corss Country U23

2012
- Schweizer Meisterin Cross Country